# Bernard Laurent (homme politique)
Pour les articles homonymes, voir Bernard Laurent et Laurent.
Bernard Laurent, né le 19 janvier 1921 à Marigny-le-Châtel et mort le 15 juillet 1994, est un ancien député et sénateur français de la Ve République. Il fut également président du conseil général de l'Aube et maire de sa commune natale.

## Biographie
Fils d'agriculteur, puis exploitant agricole, il fut aussi résistant durant la Seconde Guerre mondiale. Arrêté en juin 1944, il réussit à s'évader. Il est élu maire de Marigny-le-Châtel à 26 ans en 1947. Il occupa cette fonction durant 36 ans.
En 1958, il rejoint l'Assemblée nationale sous l’étiquette UDF puis le conseil général de l'Aube en 1959 dont il sera le président à partir de 1982 jusqu'en 1990. Il sera aussi élu au conseil régional de Champagne-Ardenne.
En 1981, il devient membre du Sénat, poste qu’il conservera jusqu'à sa mort.

## Détail des mandats et fonctions
- 1947 - 1983 : Maire de Marigny-le-Châtel
- 1958 - 1962 : Député de la Troisième circonscription de l'Aube
- 1959 - 1982 : Membre du conseil général de l'Aube
- 1973 - 1986 : Membre du conseil régional de Champagne-Ardenne
- 1981 - 1994 : Sénateur de l'Aube
- 1982 - 1990 : Président du conseil général de l'Aube